# Ларресенгль
Ларресе́нгль (фр. Larressingle) — коммуна во Франции в кантоне Кондом одноимённого округа, департамент Жер, Окситания. Входит в список «Самых красивых деревень Франции».
Код INSEE коммуны — 32194.

## География

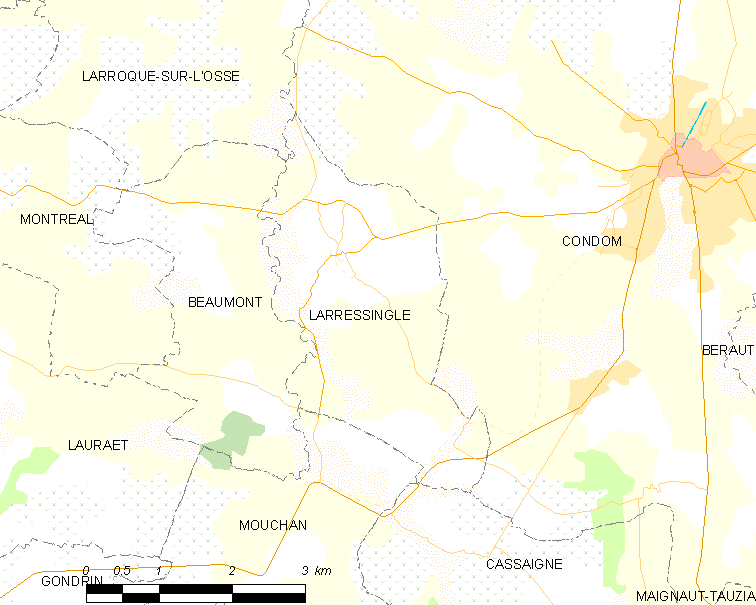
Карта коммуны

Коммуна расположена приблизительно в 570 км к югу от Парижа, в 100 км северо-западнее Тулузы, в 40 км к северо-западу от Оша.
На западе коммуны протекает река Ос.

#### Климат
Климат умеренно-океанический. Лето жаркое и немного дождливое, температура часто превышает 35 °С. Зимой часто бывает отрицательная температура и ночные заморозки. Годовое количество осадков — 700—900 мм.

## Население
Население коммуны на 2010 год составляло 211 человек.
| 1962 | 1968 | 1975 | 1982 | 1990 | 1999 | 2010 |
| ---- | ---- | ---- | ---- | ---- | ---- | ---- |
| 187  | 170  | 155  | 138  | 161  | 200  | 211  |

## Администрация
| Период | Период | Фамилия          | Партия | Примечания |
| ------ | ------ | ---------------- | ------ | ---------- |
| 2001   | 2008   | Морис Папелоре   |        |            |
| 2008   | 2020   | Ксавье Фернандес |        |            |

## Экономика
В 2010 году среди 127 человек трудоспособного возраста (15-64 лет) 94 были экономически активными, 33 — неактивными (показатель активности — 74,0 %, в 1999 году было 72,1 %). Из 94 активных жителей работали 84 человека (44 мужчины и 40 женщин), безработных было 10 (5 мужчин и 5 женщин). Среди 33 неактивных 10 человек были учениками или студентами, 12 — пенсионерами, 11 были неактивными по другим причинам.

## Достопримечательности
- Церковь Св. Сигизмунда (XII век). Исторический памятник с 1988 года[5]
- Руины средневекового замка. Исторический памятник с 1922 года[6]
- Комплекс фортификационных сооружений (XIII век). Исторический памятник с 1947 года[7]
- Голубятня Пено (XVII век). Исторический памятник с 1988 года[8]
- Мониментальный крест. Исторический памятник с 1950 года[9]

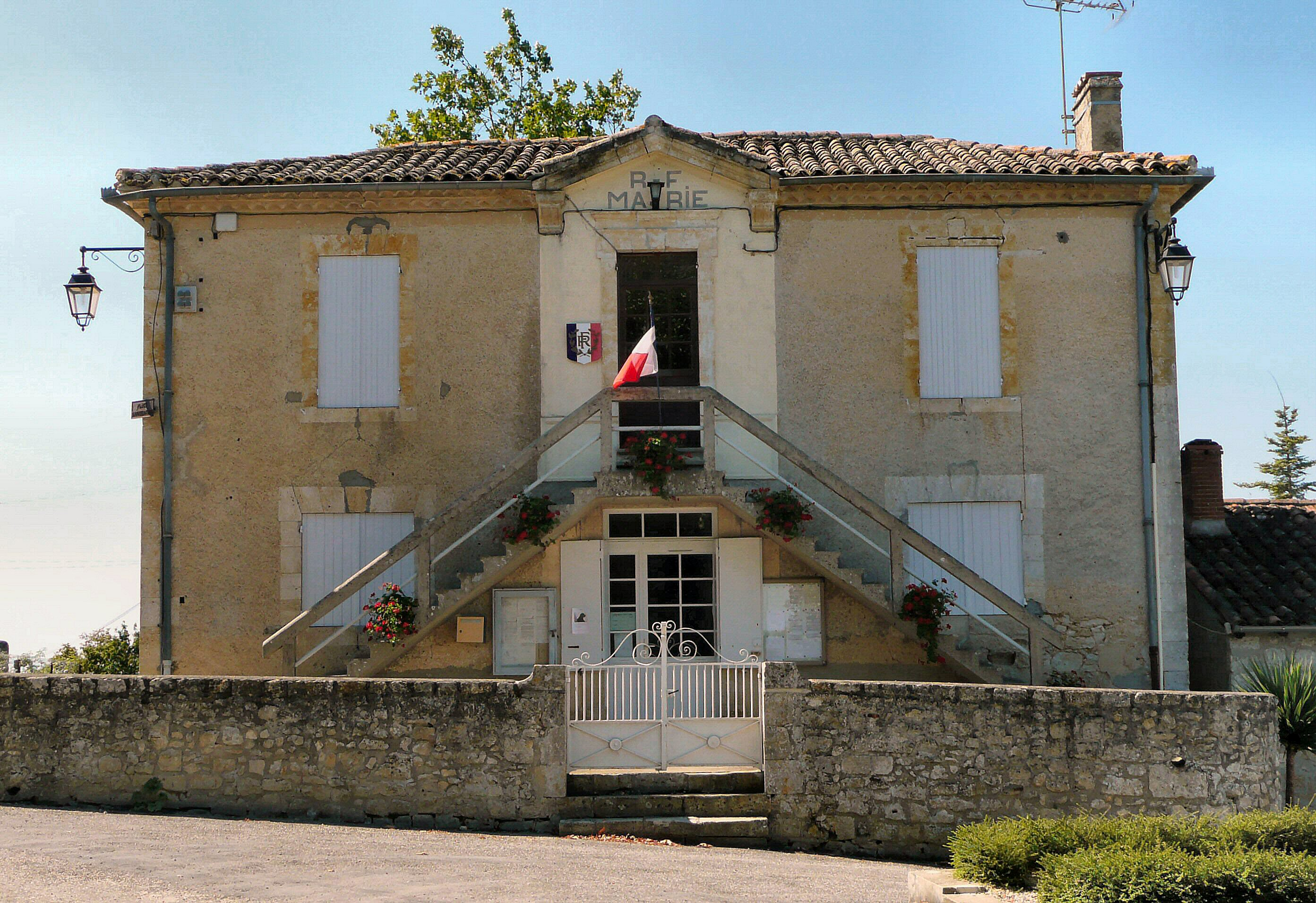
Мэрия
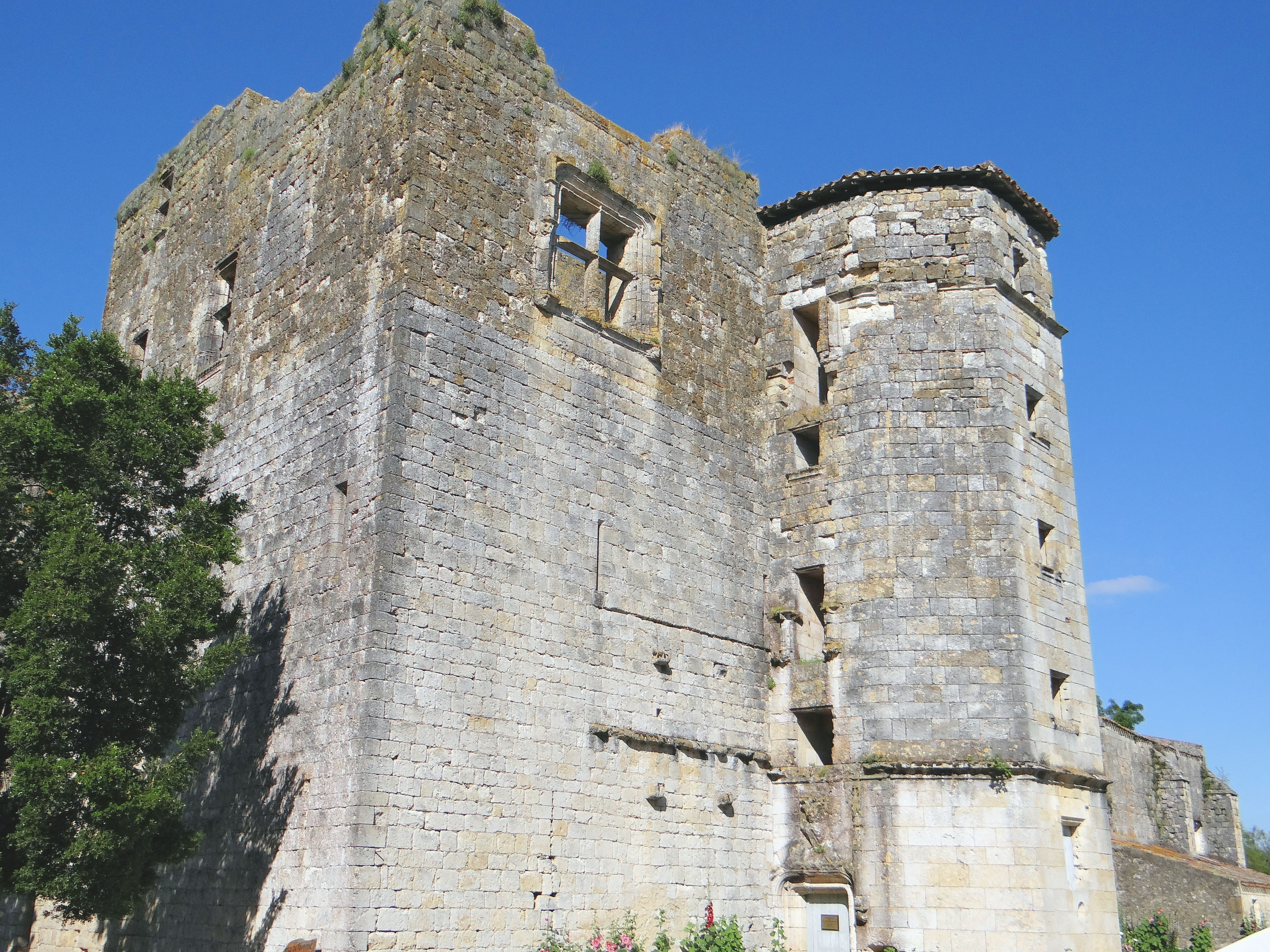
Руины замка
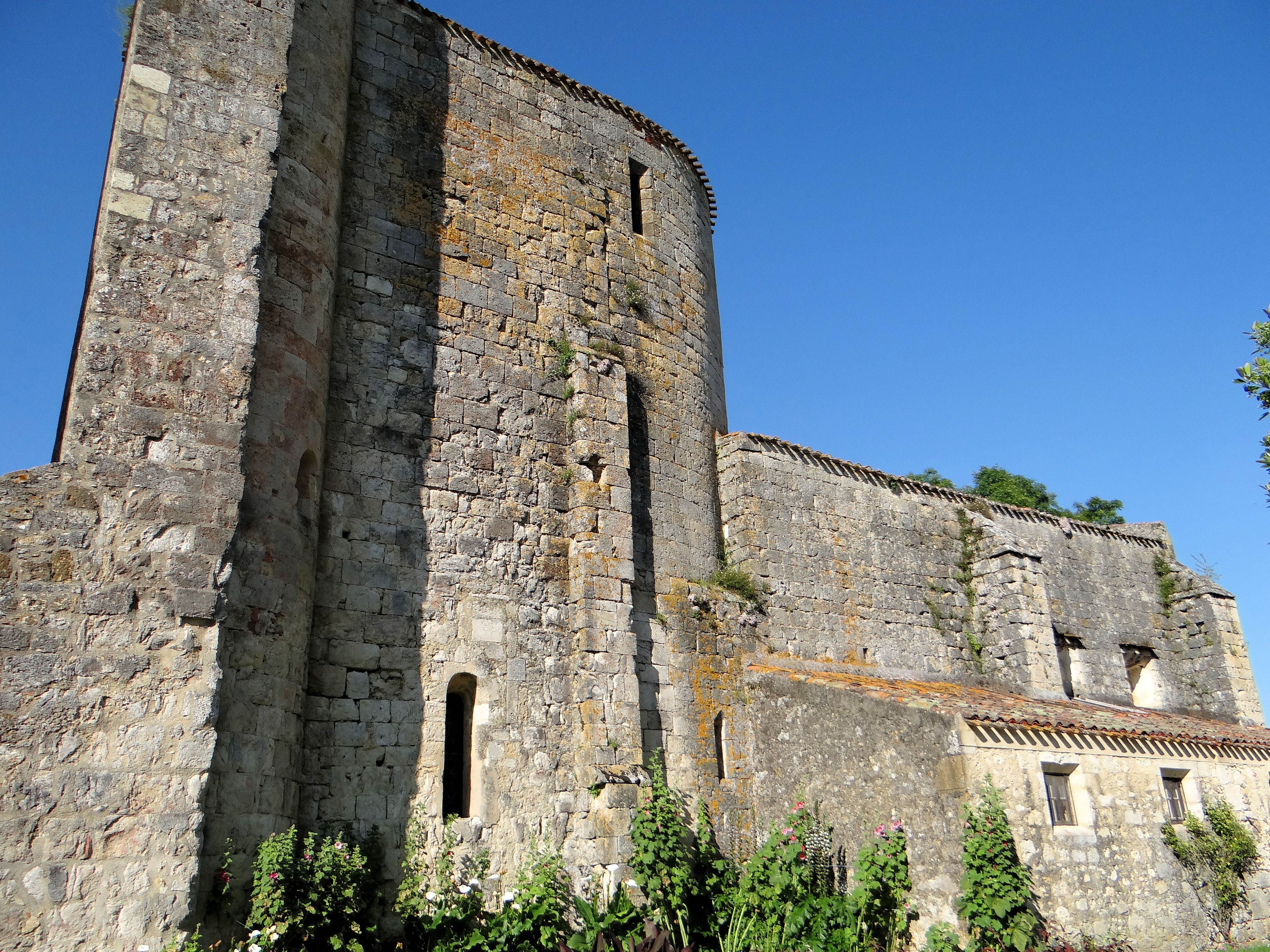
Церковь Св. Сигизмунда
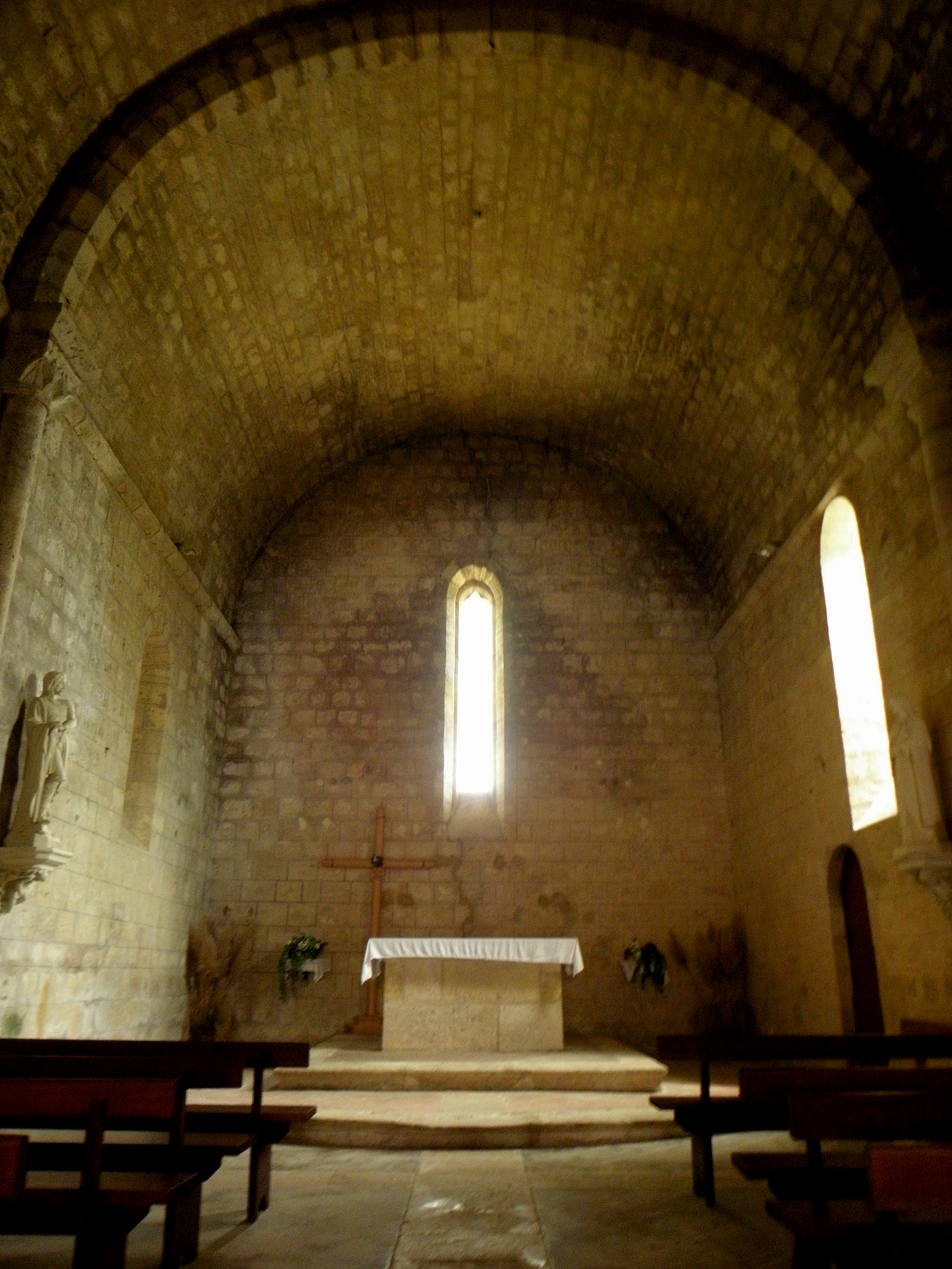
Интерьер церкви Св. Сигизмунда
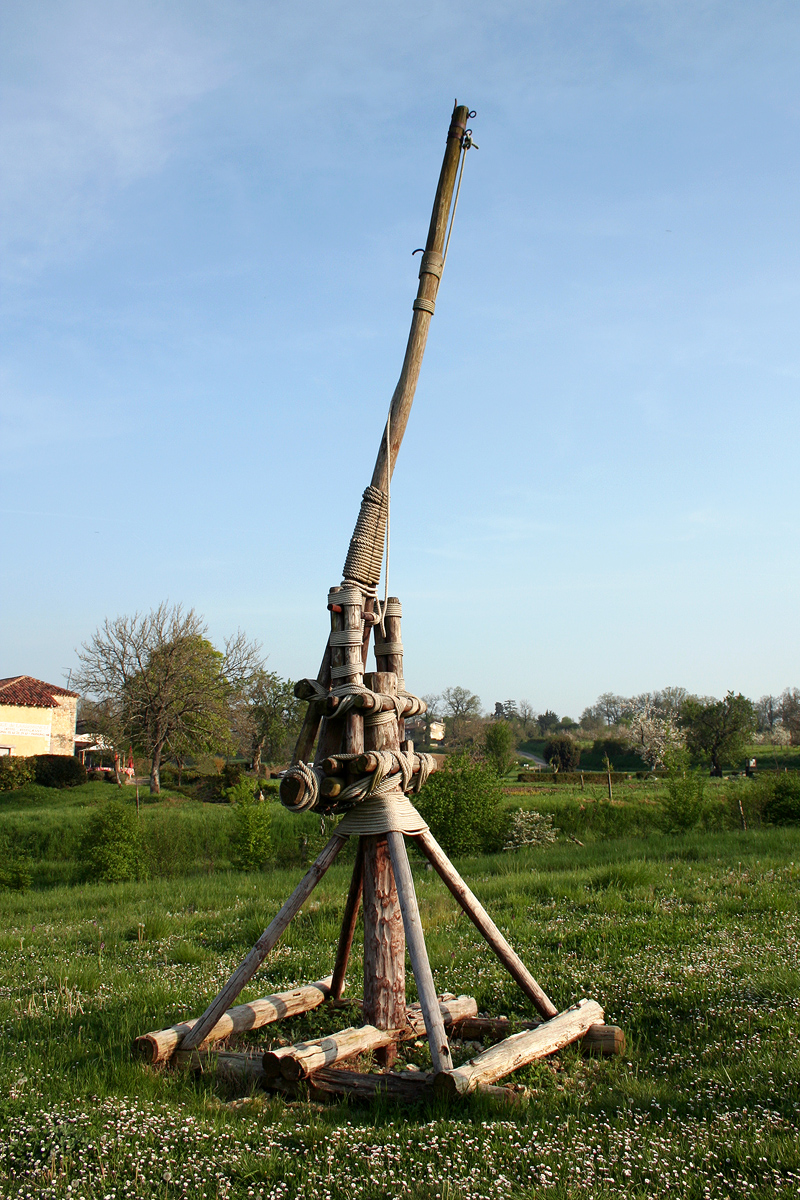
Метательная машина
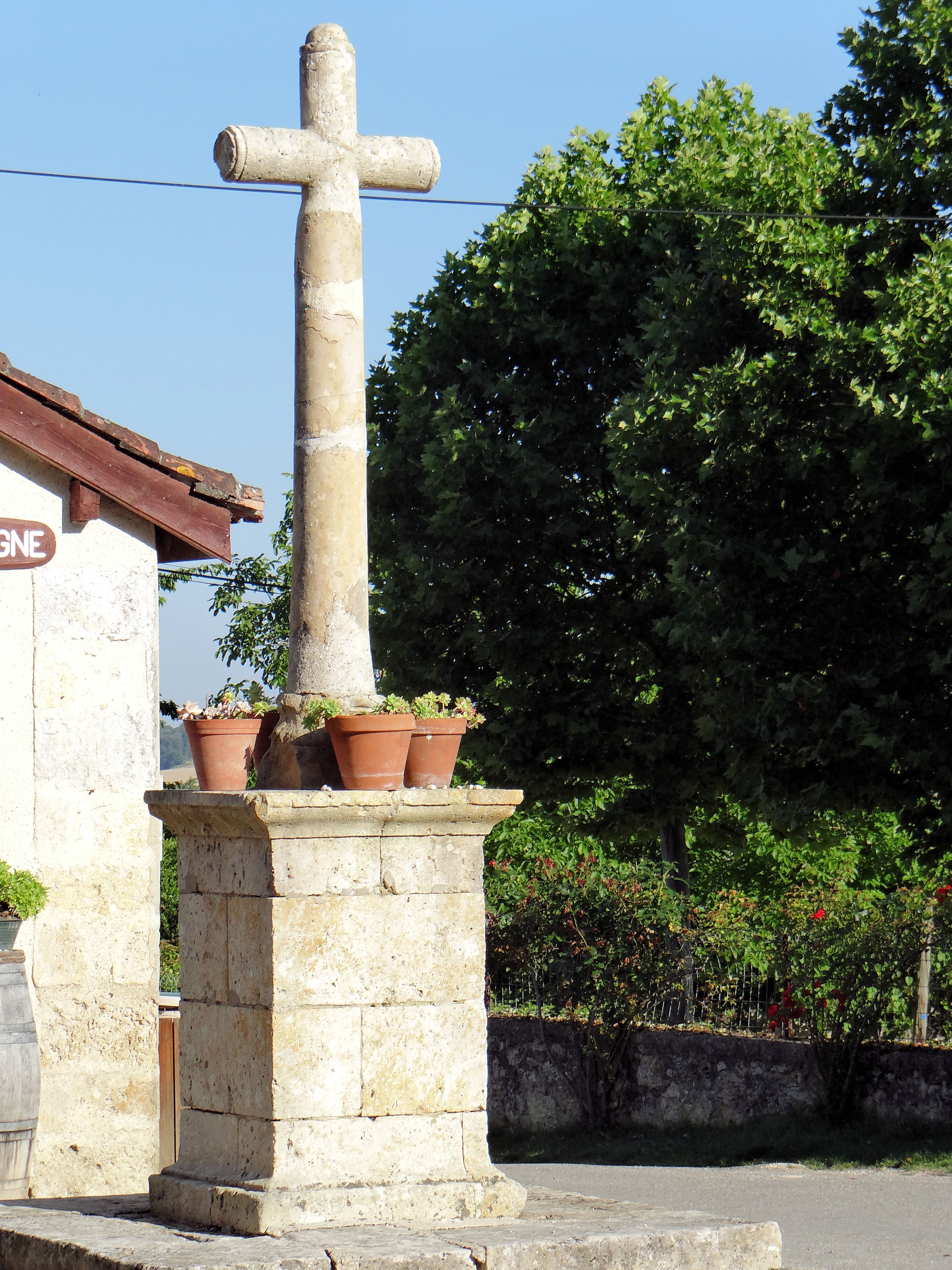
Крест
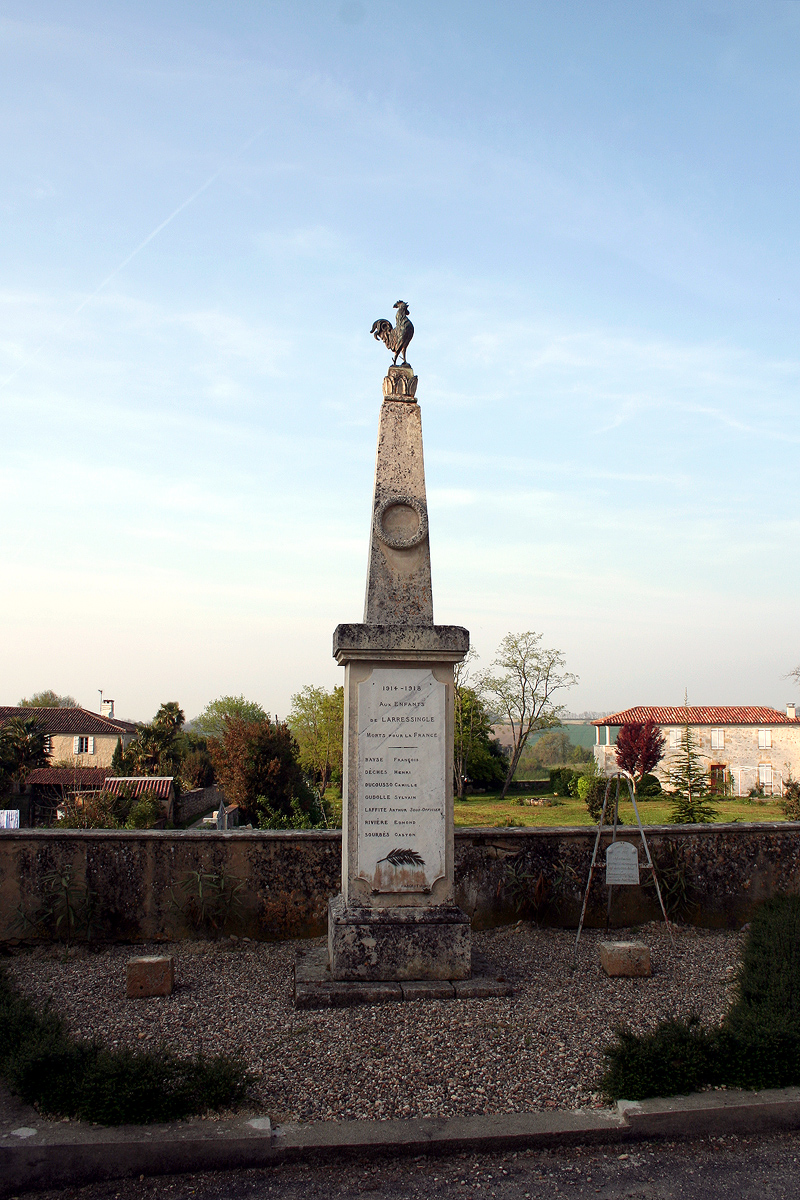
Военный мемориал